# (37811) 1998 AR4
1998 AR4 (asteroide 37811) é um asteroide da cintura principal. Possui uma excentricidade de 0.21804080 e uma inclinação de 7.24380º.
Este asteroide foi descoberto no dia 6 de janeiro de 1998 por Spacewatch em Kitt Peak.